# گمینا اوشچیه گورلیتسکیه
گمینا اوشچیه گورلیتسکیه (به لهستانی:  Gmina Uście Gorlickie) یک گمینا در لهستان است که در شهرستان گورلیتسه واقع شده‌است. گمینا اوشچیه گورلیتسکیه ۲۸۷٫۴۱ کیلومتر مربع مساحت و ۶٬۲۵۹ نفر جمعیت دارد.